# Минчо Семов
Минчо Семов Генчев е български политолог, основател на академичната политология в България, заслужил деятел на науката. В периода 1986 – 1989 г. е ректор на Софийския университет.

## Биография
Роден е на 12 юли 1935 г. в с. Тодорчета, Габровски окръг. Средното си образование завършва в Априловската гимназия в Габрово (1948 – 1953). През 1958 г. се дипломира по специалност „Философия“ във Философско-историческия факултет на Софийския университет. Специализира в Москва. Бил е секретар на Окръжния комитет на ДКМС в Габрово. В периода 1963 – 1967 г. е заместник главен редактор на сп. „Младеж“. Минчо Семов е основател и пръв ръководител на Центъра за социологически изследвания на младежта (1968), което създава традициите на емпиричния социологически анализ в България.
През 1973 г. става доктор по икономическа социология с дисертационния труд „Потенциалната миграция на селската младеж“. Доцент е във ВИИ „К. Маркс“. През 1976 г. защитава дисертацията „Пропагандата в системата на обществения живот“ и получава научната степен доктор на философските науки. От 1977 до 1985 г. е политически сътрудник в апарата на ЦК на БКП, както и старши съветник в Държавния съвет на Народна република България.
От 1978 г. до края на живота си Минчо Семов свързва преподавателската, научната и изследователската си дейност със Софийския университет. От 1981 г. е професор. В периода 1986 – 1989 г. е ректор на Софийския университет.
В Софийския университет чете курсовете Теория на политиката, Политическа социология, Политология – за студенти от специалностите „Политология“, „Социология“ и „Международни отношения“.
Приносът на Минчо Семов за институционалното и научно изграждане и утвърждаване на политологията като университетска наука в България е всеобщо признат. Отначало той създава и ръководи Лабораторията за изследване на политическия живот на българина в Софийския университет (1981). Тя е първото аналитично звено, изцяло посветено на систематичните политически изследвания в България. Проф. Семов е инициатор за създаването на специалността „Политология“ в Софийския университет (1985 – 1986) – първата академична институционализация на тази наука в България. Така България и Полша са единствените страни от Източния блок преди промените от 1989 г., в които се изгражда политологията като наука, съществуваща в академиите като алтернатива на т.нар. „идеологически дисциплини“. Проф. Семов е и пръв ръководител на създадената с негови усилия катедра в областта на политологията „Теория на политиката“ в Софийския университет (преименувана „Политология“ през 2002 г.). В този период се изследва и адаптира чуждестранният опит в преподаването на политологическите дисциплини, създават се първите научни кадри в новата област, фиксират се учебни планове, отношения с други науки и научни центрове и пр.
Семов е съосновател и първи заместник-председател на Българската асоциация за политически науки.
Умира на 31 май 2006 г. Погребан е в Централните софийски гробища.

## Отличия
Отличен е с Орден „Народна република България“ II ст., Орден „Кирил и Методий“ I ст. и други отличия.